# Myriam Cyr
| Myriam Cyr                                | Myriam Cyr                                |
| Kattints az alábbi külső linkek egyikére! | Kattints az alábbi külső linkek egyikére! |
| ----------------------------------------- | ----------------------------------------- |
| Nem található szabad kép.(?)              |                                           |
| külső link · jogvédett                    | Claire szerepében a „Gothic”-ban          |

Myriam Cyr (Moncton, Új-Brunswick, 1960. június 19. –) kanadai színésznő, filmszínésznő, rendező, színésztanár, író, műfordító. Isabelle Cyr színésznő nővére. Kanadai és amerikai játékfilmekben vált ismertté, később londoni és New York-i színházi szerepekben is sikereket aratott.

## Élete
Myriam Cyr a kanadai Új-Brunswick tartományban, a Westmorland grófságban fekvő Moncton (ejtsd franciául: [mɔŋktən], angolul: [ˈmʌŋktən]) városában. Édesanyja rádió- és tévébemondónő, majd műsorvezető volt. Myriam és nővére, Isabelle Montréalban végezte iskoláit, majd Londonban folytatták színiiskolai tanulmányaikat. Myriam a londoni Drámai Művészeti Akadémiára járt (London Academy of Dramatic Arts).

### Filmszerepei
1985-ben debütált egy dokumentum-összeállításban (Caffe Italia Montréal). 1986-ban megkapta első játékfilmes szerepét, Ken Russell Gothic című romantikus pszichothrillerének egyik főszerepét, Gabriel Byrne, Natasha Richardson és Julian Sands mellett. Szerepe szerint Claire Clairmont írónőt (1798–1879), Lord Byron (valóságos) szeretőjét játszotta el, a paranoia határát súroló, túláradó szenvedéllyel és vadsággal.
1989-ben nagy sikere volt Miz Suicide-ként Comment faire l’amour avec un nègre sans se fatiguer (Hogyan szeretkezzünk egy négerrel, hogy ne fáradjunk ki) c. filmvígjátékban, amely sajátos humorral a rasszista előítéleteket pellengérezi ki. 1990-ben mellékszerepet kapott Az örök Frankenstein c. horrorban, John Hurt, Bridget Fonda és Raúl Juliá mellett. Phil Comeau kanadai rendező Le secret de Jérôme c. 1994-es filmdrámájában Myriam kapta a főszerepet (Julitte-et). Ezért az alakításáért két díjat is kapott, a Belgiumi Nemzetközi Filmfesztiválon és a kanadai Baie Comeau-i Nemzetközi Filmfesztiválon is neki ítélték a legjobb színésznői alakítás (Best Actress) díjat. Ugyancsak 1994-ben egy görög rövidfilmben, a Mia evdomada argotera (The Brothers)-ben játszott főszerepéért a görögországi drámai filmek fesztiválján is a legjobb női alakítás díjával jutalmazták.
1996-ban Mark Ezra a Kegyetlen szívek (Savage Hearts) c. thrillerében újabb főszerepet kapott Jamie Harris, Maryam d’Abo és Richard Harris mellett. 1996-ban egy kis szerepben megjelent Mary Harron rendező Én lőttem le Andy Warholt című abszurd krimijében. 1998-ban eléggé morbid szerepet játszhatott el A lény 2 c. fantasztikus horrorfilmben. 1999-ben főszerepet játszott Arthur Flam és Diane Doniol-Valcroze független rendezők Kill by Inches c. pszichothrillerében, amelyet a Torontói Nemzetközi Filmfesztiválon mutattak be.

### Színházi alakításai
Az 1990-es évek közepétől angliai és Egyesült Államokbeli színpadokon klasszikus és drámai szerepeket is kapott. A londoni Királyi Nemzeti Színházban (Royal National Theatre) címszerepet játszott Oscar Wilde Salome c. drámájában, a produkcióval bejárta Japánt és Ausztráliát. A Royal Old Vic színházban játszott Clare Boothe Luce The Women c. színművében, alakította Madame de Sade-ot a londoni Almeida Színházban. Arwin Brown színművében is Salomét alakította, Al Pacino partnereként, a New Haven-i Long Wharf Színházban. A New York-i Theatre for a New Audience-ben a Julie Taymore által rendezett The green Bird c. produkció ősbemutatóján Barbarina szerepét alakította.

### Írói munkássága
2006 januárjában a Hyperion kiadó megjelentette Myriam Cyr regényes monográfiáját, az Egy portugál apáca levelei-t (Letters of a Portuguese Nun). A mű történelmi hátterét egy 17. században élt portugál apáca levelezése adja, amelynek darabjai egy ismeretlen francia katonához fűződő szenvedélyes szerelemről és hűtlen elhagyásról tanúskodnak. A levelek először 1669-ben Párizsban jelentek meg nyomtatásban, franciául, Portugál levelek cím alatt. Írójának és címzettjének személyét sokáig bizonytalanság övezte, ennek ellenére a levelek érzelmi töltete, a mögöttük sejthető romantikus történet századokon át költőket és festőket ihletett meg. A későbbi kutatások szerint a címzett valószínűleg Noël Bouton de Chamilly márki (1636–1715), aki 1663–1668 között, a portugál restaurációs háború idején XIV. Lajos megbízottjaként Portugáliában szolgált. A levelek írója a 27 éves Mariana Alcoforado (1640–1723) lehetett (mások szerint a francia kiadó fordítója, Joseph Gabriel de Guilleragues maga írta a leveleket). A szövevényes irodalmi rejtélyt sokan kutatták. Myriam Cyr női szemmel, a történelmi tények, a korabeli erkölcsi és magatartási normák, társadalmi szokások vizsgálatával, pszichológiai szempontok alapján elemzi a történéseket, és keresi a megnyugtató megoldás bizonyítékait.

## Filmjei
- 1985 : Caffe Italia Montréal, dokumentumfilm
- 1986 : Gótika, avagy a szellem éjszakája / Gothic (Claire Clairmont)
- 1988 : Bonjour Monsieur Gauguin (Marie-Jeanne)
- 1989 : Comment faire l’amour avec un nègre sans se fatiguer / How to make love with a Negro Without Getting Tired) (Miz Suicide)
- 1989 : The Hitchhiker, tv-sorozat, Shadow Puppets c. epizód (Helene)
- 1990 : Nézőpont / Point of View (színésznő)
- 1990 : Az örök Frankenstein (Információs tiszt)
- 1991 : Berlin Lady, TV minisorozat (Barbara Dorín)
- 1994 : Mia evdomada argotera, rövidfilm
- 1992 : Oscar Wilde’s Salome, (Salome)
- 1994 : Le secret de Jérôme (Julitte)
- 1996 : Kegyetlen szívek / Savage Hearts (Jennifer)
- 1996 : Terre d’espoir
- 1996 : Én lőttem le Andy Warholt (Ultra Violet)
- 1997 : Dirty Rice (Helene Arceneaux)
- 1997 : Frankenstein and Me (Judy Williams)
- 1998 : A lény 2. / Species II (Anne Sampas)
- 1998 : Heist
- 1999 : Hostage
- 1999 : Zoo (Glenda Turnquist)
- 1999 : Kill by Inches (Vera Klamm)
- 2000 : Oscar Wilde’s Salome, DVD[10]

## Színpadi jelenlét
- 1996 : Barbarina, The Green Bird, Theatre for a New Audience, New Victory Theatre, New York City
- 1998 : Martha, The Misunderstanding, Ubu Repertory Theatre, New York City
- 2000 : In Transit, Ubu Bilingual Company, La MaMa Experimental Theatre Club, New York City
- 2000–2001 : Three Farces and a Funeral, American Repertory Theatre, Loeb DramaCenter, Cambridge, Massachusetts
- 2001 : Alcoforado, Cartas: A Nun in Love (szóló show-műsor), 45 Bleecker Theatre, New York City
- Constance szerepében: Jó éjt, Desdemona (Jó reggelt, Júlia), London
- Címszerepben: Salome, Long Wharf Theatre, New Haven, Connecticut, USA
- Madame de Sade, Almeida Theatre, London
- The Women, Old Vic Theatre, London[11]

## Művei
- Letters of a Portuguese Nun: Uncovering the Mystery Behind a Seventeenth-Century Forbidden Love; Hyperion Books; 2006. január; ISBN 07-868-6911-9